# Монастырский, Моисей Соломонович
Монастырский Моисей Соломонович (в некоторых источниках Мовша Монастырский; 1879, Могилёвская губерния — 9 ноября 1919, Верхнеднепровск, Екатеринославская губерния) — политический деятель, революционер, организатор трудового движения на Криворожье.

## Биография
Родился в 1879 году в Могилёвской губернии в семье рабочего. В 1893 году поступил учеником в слесарную мастерскую. В 1898 году окончил Рогачёвскую ремесленную школу.
В 1899 году переехал в Екатеринослав, где познакомился с социал-демократами. В феврале 1900 года переехал на станцию Долгинцево, где был принят на работу слесарем в паровозное депо. С этого времени начал революционную деятельность. Установив связи среди рабочих, начал вести агитацию и в 1903 году, вступив в РСДРП, создал первую социал-демократическую группу рабочих станции Долгинцево, руководя которой установил связь с искровским Екатеринославским комитетом РСДРП. В конце 1903 года был краткосрочно арестован по обвинению в убийстве начальника депо.
Активный участник революции 1905—1907 годов. В июне 1905 года был одним из организаторов забастовки солидарности с моряками броненосца «Потёмкин», после чего был уволен с работы, октябрьской забастовки в Долгинцево, которая в декабре переросла в вооружённую борьбу. Будучи избранным членом Боевого стачечного комитета, вместе с другими руководил всей общественно-политической и экономической жизнью станции Долгинцево. После разгрома восстания 24 декабря 1905 года был арестован, заключён в Херсонскую тюрьму. Незадолго до суда совершил побег, организованный друзьями.
За революционную деятельность был заочно приговорён к каторге, после чего перешёл на подпольное положение. В начале Февральской революции работал машинистом на мельнице в селе Саксагань Верхнеднепровского уезда.
Участник Гражданской войны участвовал в боях с австро-германскими оккупантами, григорьевцами, петлюровцами. В эти годы работал в Кривом Роге, Пятихатках, Эрастовке, Комиссаровке.
В ноябре 1919 года был арестован деникинцами на станции Верховцево. 9 ноября 1919 года после пыток расстрелян в Верхнеднепровске.